# Petite Anse Macabou
Petite Anse Macabou ou plage de Petite Anse Macabou est une anse et une plage de sable ocre située au Sainte-Vauclin, en Martinique.

## Description
La plage s'étend sur environ 622 m de longueur.

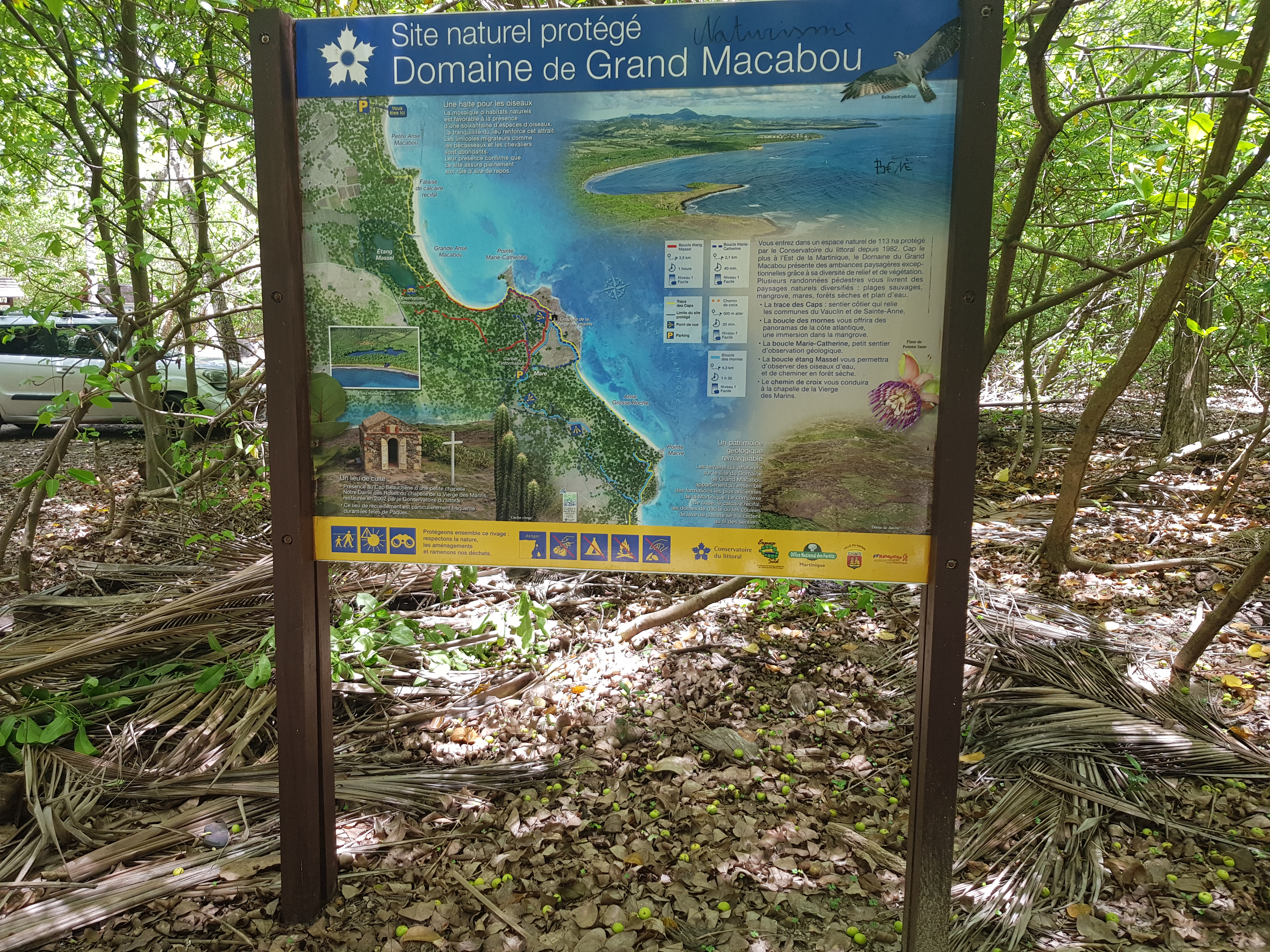
Panneau site naturel protégé Domaine du Grand Macabou

Elle est le départ d'une randonnée pédestre dite Site naturel protégé du domaine du Grand Macabou.
Elle est depuis 2020 sujet à d'importants échouages de sargasses.